# أعظم كره (مدينة)
أزامجار هي مدينة تقع في ولاية أوتار براديش الهندية. وهي المقر الرئيس لتقسم أعظم كره [الإنجليزية]، والتي تتكون من مقاطعات باليا، وماو ، وأعظم كره. تقع أعظم كره على ضفة نهر تامسا [الإنجليزية]. وهي على بُعد 268 كـم (167 ميل) شرق عاصمة الولاية لكناو و809 كم من العاصمة الوطنية دلهي .

### المناخ
| البيانات المناخية لـأعظم كره      | البيانات المناخية لـأعظم كره | البيانات المناخية لـأعظم كره | البيانات المناخية لـأعظم كره | البيانات المناخية لـأعظم كره | البيانات المناخية لـأعظم كره | البيانات المناخية لـأعظم كره | البيانات المناخية لـأعظم كره | البيانات المناخية لـأعظم كره | البيانات المناخية لـأعظم كره | البيانات المناخية لـأعظم كره | البيانات المناخية لـأعظم كره | البيانات المناخية لـأعظم كره | البيانات المناخية لـأعظم كره |
| الشهر                             | يناير                        | فبراير                       | مارس                         | أبريل                        | مايو                         | يونيو                        | يوليو                        | أغسطس                        | سبتمبر                       | أكتوبر                       | نوفمبر                       | ديسمبر                       | المعدل السنوي                |
| --------------------------------- | ---------------------------- | ---------------------------- | ---------------------------- | ---------------------------- | ---------------------------- | ---------------------------- | ---------------------------- | ---------------------------- | ---------------------------- | ---------------------------- | ---------------------------- | ---------------------------- | ---------------------------- |
| متوسط درجة الحرارة الكبرى °م (°ف) | 19 (67)                      | 24 (76)                      | 31 (87)                      | 37 (98)                      | 38 (100)                     | 36 (97)                      | 32 (90)                      | 31 (88)                      | 31 (88)                      | 31 (87)                      | 27 (81)                      | 22 (71)                      | 30 (86)                      |
| متوسط درجة الحرارة الصغرى °م (°ف) | 8 (47)                       | 12 (54)                      | 17 (62)                      | 22 (72)                      | 25 (77)                      | 27 (80)                      | 26 (78)                      | 26 (78)                      | 24 (76)                      | 21 (70)                      | 15 (59)                      | 11 (51)                      | 20 (67)                      |
| الهطول مم (إنش)                   | 19.3 (0.76)                  | 13.5 (0.53)                  | 10.4 (0.41)                  | 5.4 (0.21)                   | 9.0 (0.35)                   | 100.0 (3.94)                 | 320.6 (12.62)                | 260.4 (10.25)                | 231.6 (9.12)                 | 38.3 (1.51)                  | 12.9 (0.51)                  | 4.0 (0.16)                   | 1٬025٫4 (40.37)              |
| المصدر:                           |                              |                              |                              |                              |                              |                              |                              |                              |                              |                              |                              |                              |                              |

## التركيبة السكانية
وفقًا لتعداد عام 2011، بلغ عدد سكان التجمع الحضري أعظم كره 110,983 نسمة، منهم 57,878 من الذكور و53,105 من الإناث.

### الدِين
| الدين في مدينة أعظم كره (2011) | الدين في مدينة أعظم كره (2011) | الدين في مدينة أعظم كره (2011) | الدين في مدينة أعظم كره (2011) | الدين في مدينة أعظم كره (2011) |
| ------------------------------ | ------------------------------ | ------------------------------ | ------------------------------ | ------------------------------ |
| الدين                          | الدين                          |                                | النسبة                         | النسبة                         |
| الهندوسية                      | الهندوسية                      |                                | 70.21%                         | 70.21%                         |
| الإسلام                        | الإسلام                        |                                | 29.06%                         | 29.06%                         |
| أخرى                           | أخرى                           |                                | 0.73%                          | 0.73%                          |

### اللغات
اللغات في مدينة أعظم كره (2011)
في وقت تعداد الهند لعام 2011 [الإنجليزية]، سجل 45.22% من السكان اللغة الهندية كلغة أولى، بينما سجل 37.46% اللغة البوجبورية و16.99% اللغة الأردية.

## روابط خارجية
- انتخابات الجمعية التشريعية في أوتار براديش
- انتخابات جمعية أزامجاره
- موقع المنطقة